# Alan Loras
Alan Loras Velez (Trinidad, Bolivia; 4 de julio de 1986) es un futbolista boliviano que juega como defensa y su actual equipo es Real Santa Cruz de la Primera División de Bolivia.

## Clubes
| Club                   | País    | Año           |
| ---------------------- | ------- | ------------- |
| Real Mamoré            | Bolivia | 2007 - 2009   |
| San José               | Bolivia | 2010          |
| Real Mamoré            | Bolivia | 2011 - 2012   |
| Universitario de Sucre | Bolivia | 2012 - 2016   |
| Blooming               | Bolivia | 2016          |
| Royal Pari F. C.       | Bolivia | 2018-2019     |
| Atlético Palmaflor     | Bolivia | 2020          |
| Real Santa Cruz        | Bolivia | 2021-presente |

## Palmarés

### Títulos nacionales
| Título           | Club    | País                   | Año           |
| ---------------- | ------- | ---------------------- | ------------- |
| Primera División | Bolivia | Universitario de Sucre | Clausura 2014 |